# Шеллі-Енн Браун
Шеллі-Енн Браун (англ. Shelley-Ann Brown, 15 березня 1980) — канадська бобсеїстка, призер Олімпійських ігор.
Шеллі-Енн виступає на змаганнях міжнародного рівня з 2006. На Олімпіаді у Ванкувері вона виборола срібну медаль, розганяючи боб для пілота Гелен Аппертон.